# Référent (informatique)
Pour les articles homonymes, voir Référent.
Un référent, plus connu sous l'anglicisme referer, ou referrer, est, dans le domaine des réseaux informatiques, une information transmise à un serveur HTTP lorsqu'un visiteur suit un lien pour accéder à l'une de ses ressources, lui indiquant l'URL de la page où se situe ce lien qu'il a suivi.

## Intérêt
Le plus souvent, cette information est enregistrée dans un historique, et l'ensemble est analysé par le webmestre.
En particulier, les référents permettent au webmestre de savoir quels sont les mots-clés que le visiteur a saisi dans un moteur de recherche pour arriver sur ses pages, et ainsi d'optimiser le référencement de son site.
Les référents peuvent également être utilisés pour limiter l'accès de certaines ressources aux seuls référents autorisés.
Dans le cadre d'échanges publicitaires entre deux sites, l'analyse des référents permet à un webmestre de savoir combien de visiteurs sont arrivés sur son site à partir de la publicité faite sur le site partenaire, et éventuellement de rémunérer ce dernier en conséquence.
Les référents permettent également d'établir les trackbacks d'un billet, sur un blog.

## Antiréférent
Les référents peuvent poser des problèmes d'atteinte à la vie privée, puisque le webmestre peut connaître les pages que ses visiteurs ont consulté avant d'accéder aux siennes. C'est pourquoi il existe des services antiréférent qui permettent d'établir un lien vers un autre site sans divulguer le référent.
Les navigateurs Opera et Comodo Dragon possèdent une option qui permet à l'utilisateur de transmettre ou non le référent lors de la navigation.
Il existe également plusieurs extensions pour Mozilla Firefox (notamment RefControl, refspoof ou Random Agent Spoofer) qui permettent de ne pas transmettre le référent lors de la navigation, ou d'en transmettre un faux.
Certains pare-feu proposent également cette fonction.